# مناورات جزر الوفاء
مناورات جزر الوفاء أو (بالإنجليزية: Fulfillment Islands Maneuvers)‏ هي مناورات عسكرية مشتركة تقيمها قوات درع الجزيرة الخليجية المشتركة على مستوى القيادة ودون استخدام ذخيرة حية, بهدف اختبار قدرة هذه القوات على تنفيذ المهام الخاصة المحدودة والعمليات الكبرى في السواحل والجزر الواقعة بالمياه الإقليمية واختبار مدى التنسيق بين صفوف القوات البرية والبحرية والجوية.